# Diederik Stapel
Diederik Alexander Stapel (Oegstgeest, 19 de Outubro de 1966) foi um professor de psicologia social na Universidade de Tilburgo e anteriormente na Universidade de Groningen na Holanda. Em 2011 a Universidade de Tilburgo o afastou, devido a fraude e manipulação de dados em suas publicações de pesquisa. Essa má conduta científica durou alguns anos e afetou pelo menos 30 publicações.

## Carreira
Stapel recebeu seu mestrado em psicologia e comunicação pela Universidade de Amsterdã (UvA) em 1991. Em 1997 ele recebeu seu Ph.D. em psicologia social também pela UvA. Ele se tornou professor na Universidade de Groningen em 2000.Se tornou professor na universidade de Tilburgo em 2006, onde fundou a TiBER, Tilburg Institute for Behavioral Economics Research.

## Prêmios
- Prêmio de Trajetória Acadêmica pela Society of Experimental Social Psychology em 2009, cancelado[4]